# DIN-рейка

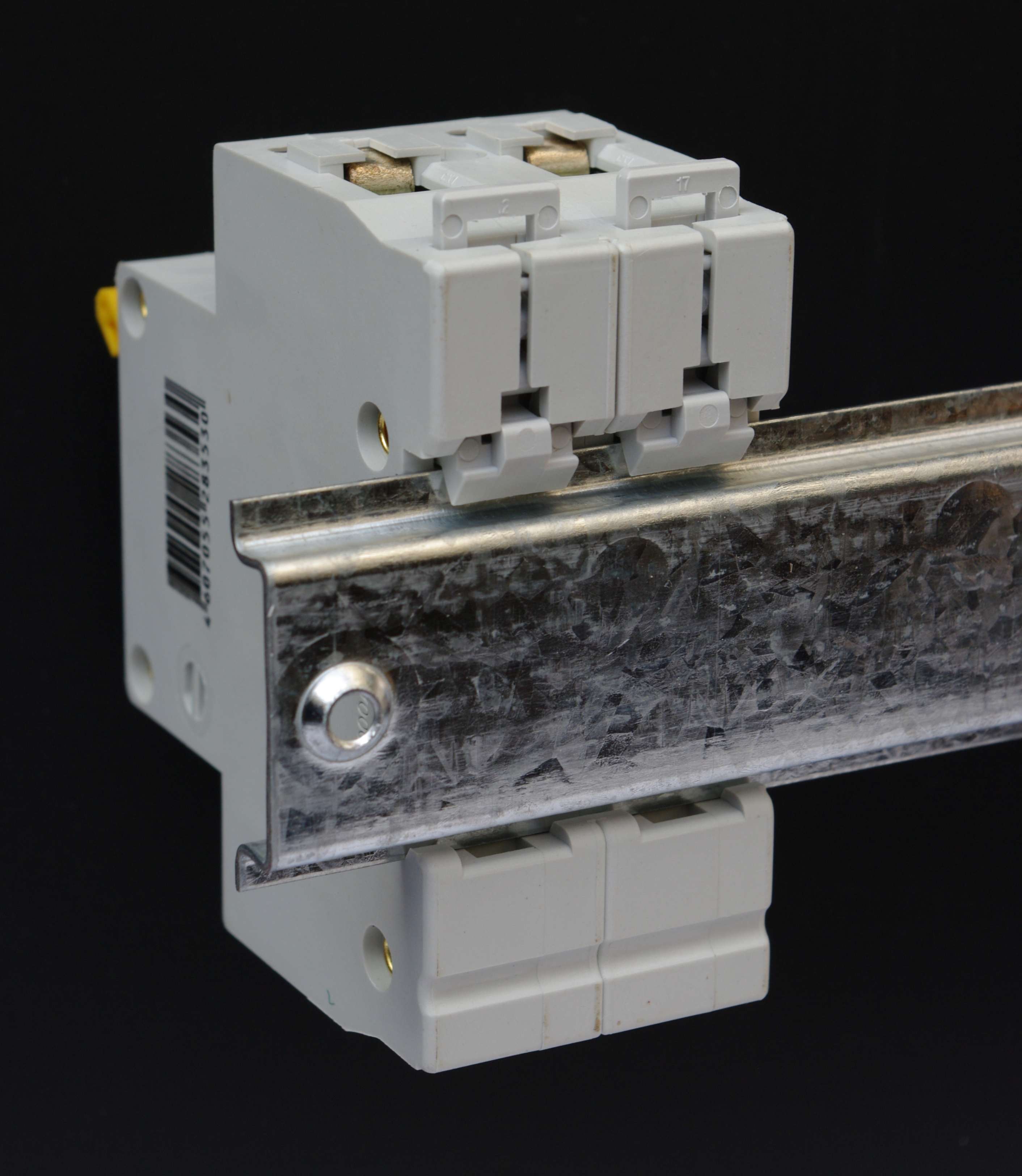
DIN-рейка з закріпленим на ній автоматичним вимикачем (вид ззаду)

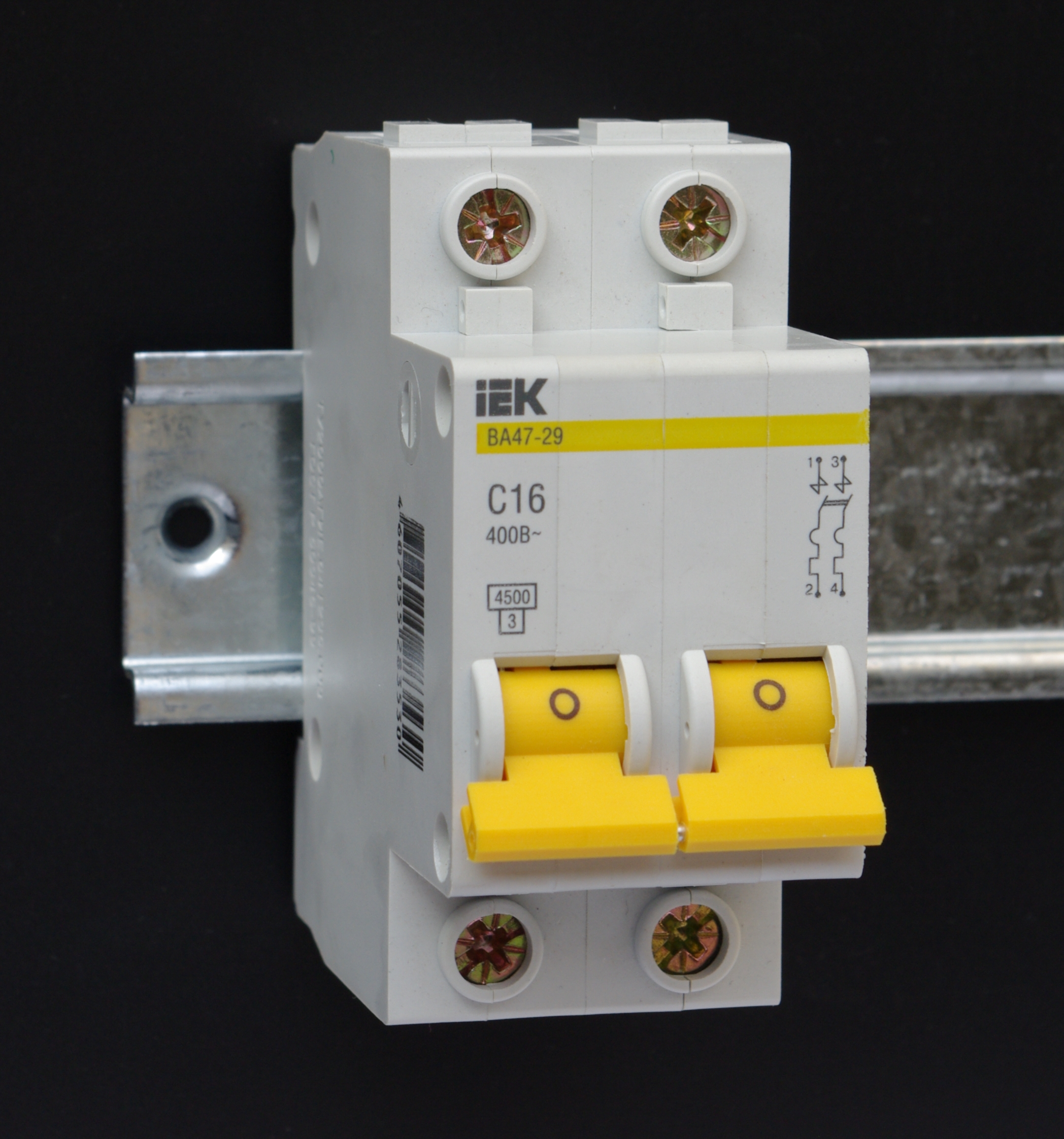
Те ж, вигляд спереду

 DIN-рейка- стандартна металева рейка спеціального профілю (наприклад TH 35-7,5, див. малюнок). Використовується для кріплення різного модульного обладнання (автоматичних вимикачів, ПЗВ, стандартних за розмірами (кратних юніту) обладнання в стандартних стійках серверного та комутаційного обладнання   та електричних щитах. 
Згідно з ДСТУ EN 60715:2019, для виробництва DIN-рейок повинна використовуватися холоднокатана смуга з вуглецевої сталі з певними встановленими характеристиками, виконується цинкування та хромування поверхні вироба.